# Biserica de lemn din Păcureni

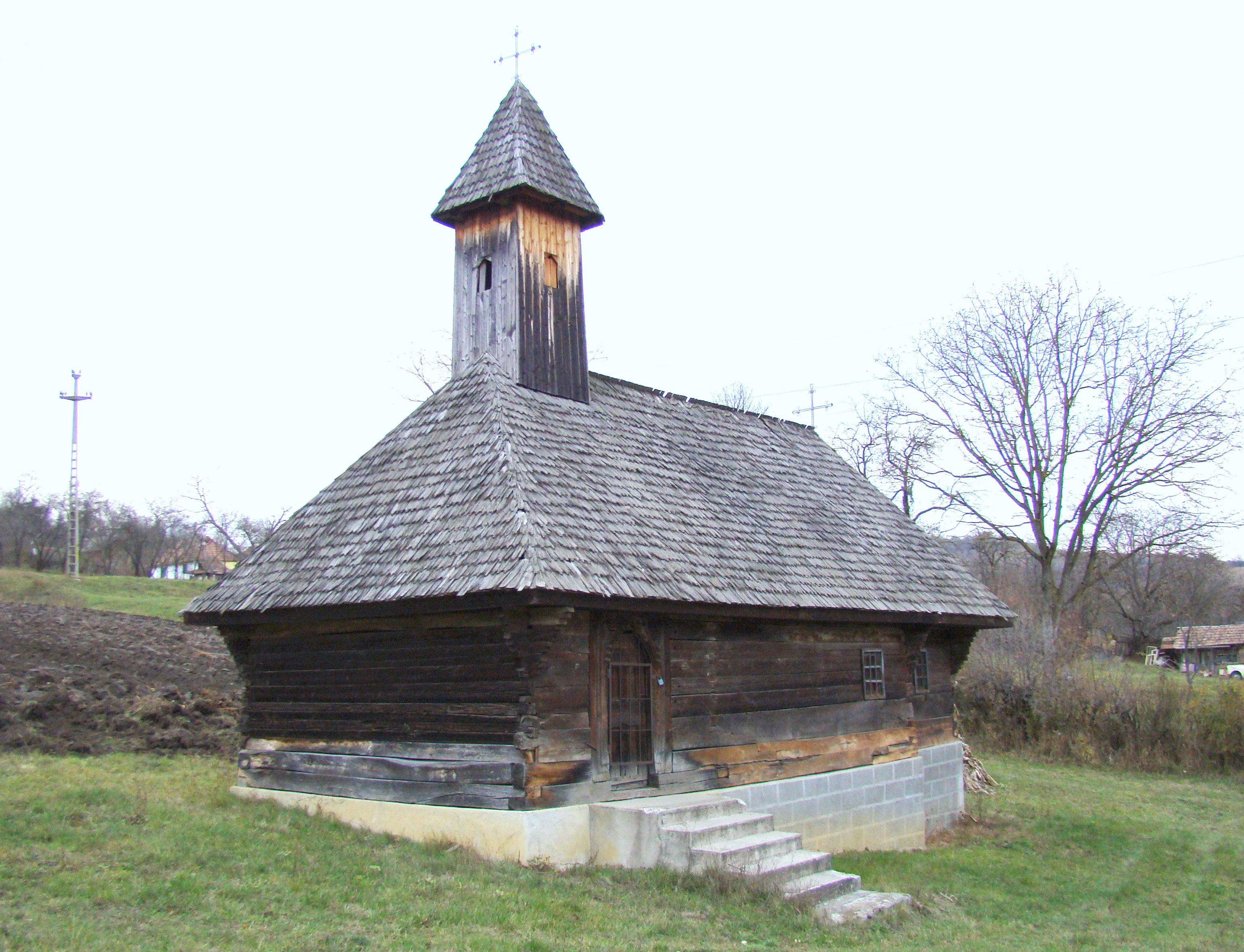
Biserica de lemn „Sfinţii Arhangheli” din Păcureni, comuna Glodeni, județul Mureș, foto: noiembrie 2009.

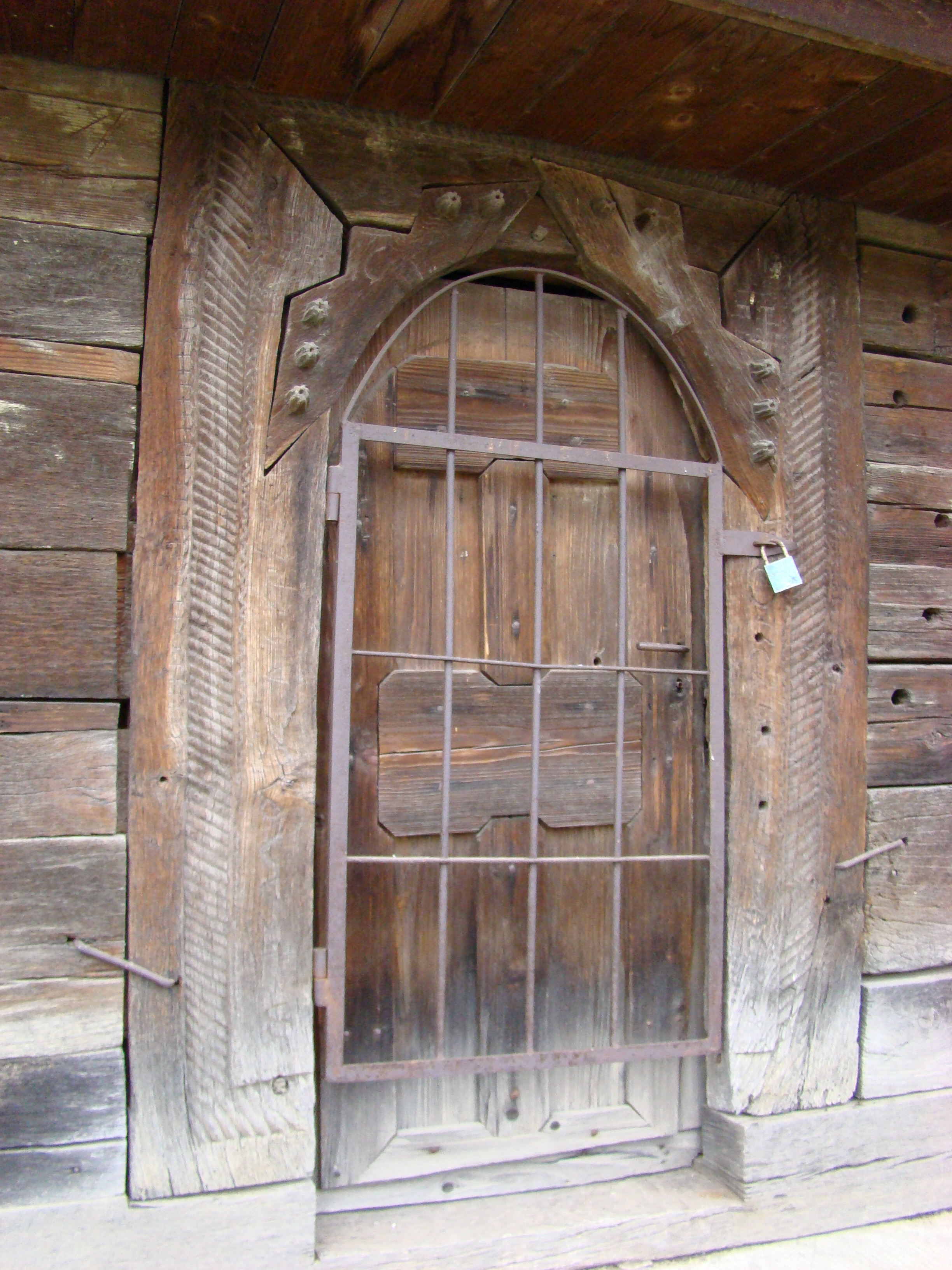

Biserica de lemn din Păcureni, comuna Glodeni, județul Mureș. Anul edificării nu se cunoaște cu exactitate, unii specialiști plasând acest moment în secolul XVIII. Unele asemănări cu biserica de lemn din Vălenii (secolul XVII) ar putea sugera plasarea edificării bisericii în secolul XVII. Are hramul „Sfinții Arhangheli Mihail și Gavriil”. Biserica se află pe noua listă a monumentelor istorice sub codul LMI:  MS-II-m-A-15744.

## Istoric și trăsături
Satul Păcureni face parte din comuna Glodeni, fiind cunoscut de-a lungul istoriei sub denumirea de Cristur, prima atestare documentară, din anul 1322, indicând denumirea de poss. Kerestwr.
Și aici, ca și în alte localități din zonă, populația românească a cunoscut o diminuare accentuată de-a lungul timpului. Astfel, potrivit recensământului din 1857, dintr-un total de 302 locuitori, 72 erau români uniți, 5 romano-catolici și 225 reformați, pentru ca în anul 1932, din cei 408 locuitori, doar 35 erau români. În anul 2000, Șematismul Eparhiei Ortodoxe consemna pentru Păcureni doar 5 români ortodocși.
Deși nu este cunoscută o dată exactă a edificării bisericii de lemn din această localitate, ancadramentul intrării în pronaos decorat cu chenare reprezentând frânghia, dintele de lup, triunghiul în cruce și pomul vieții (forme întâlnite doar la biserica din Vălenii, realizată în sec. XVII), grafia inscripției, dimensiunile și tipul de plan plasează construirea lăcașului de cult nu mai târziu de secolul al XVII-lea.
În cursul secolului XIX, deasupra pronaosului a fost înălțat turnul-clopotniță, iar în urma renovării din 1986 biserică a fost așezată pe fundație de beton iar învelitoarea a fost înlocuită cu șindrilă, revenindu-se la forma tradițională.

## Imagini

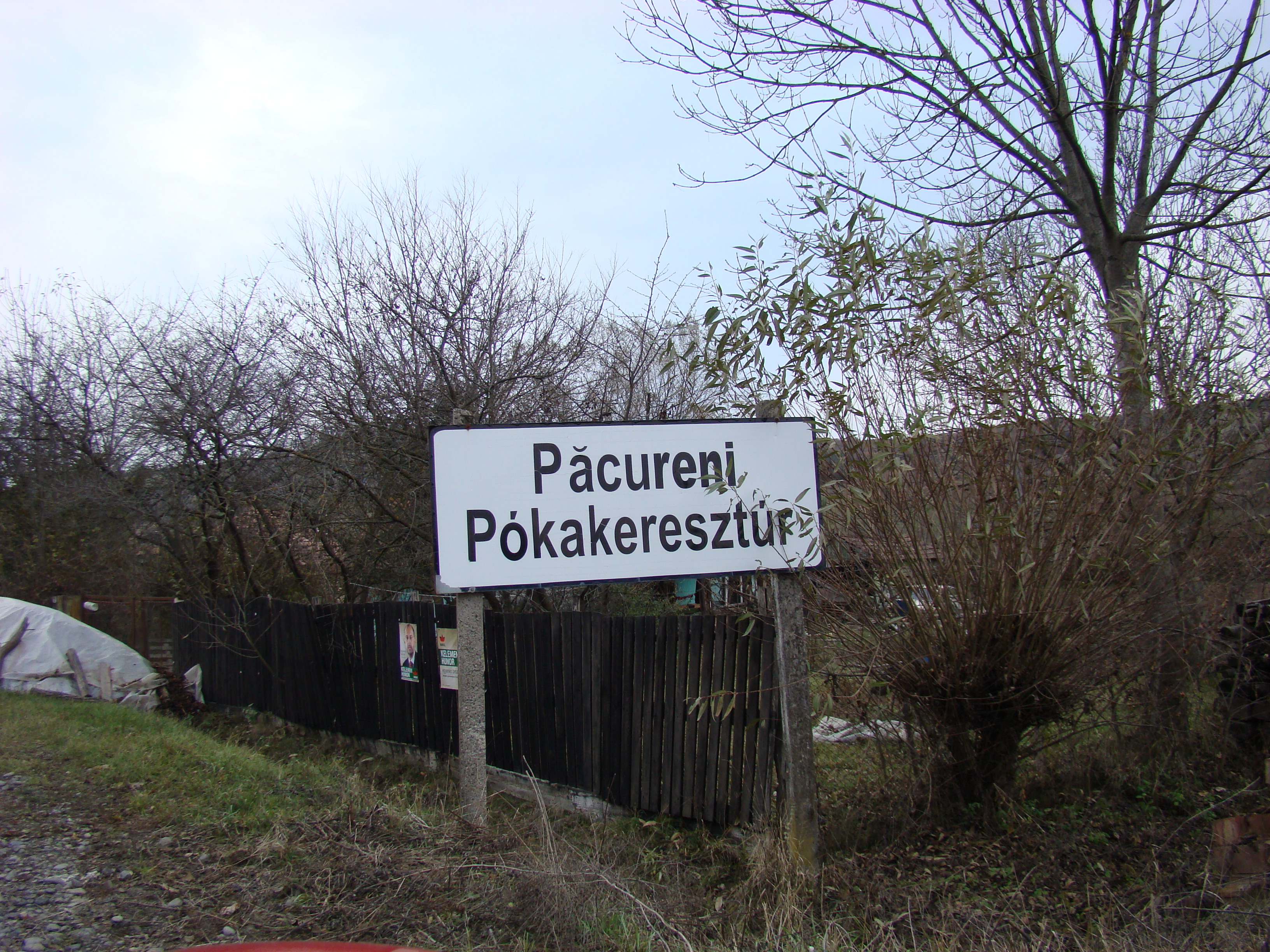
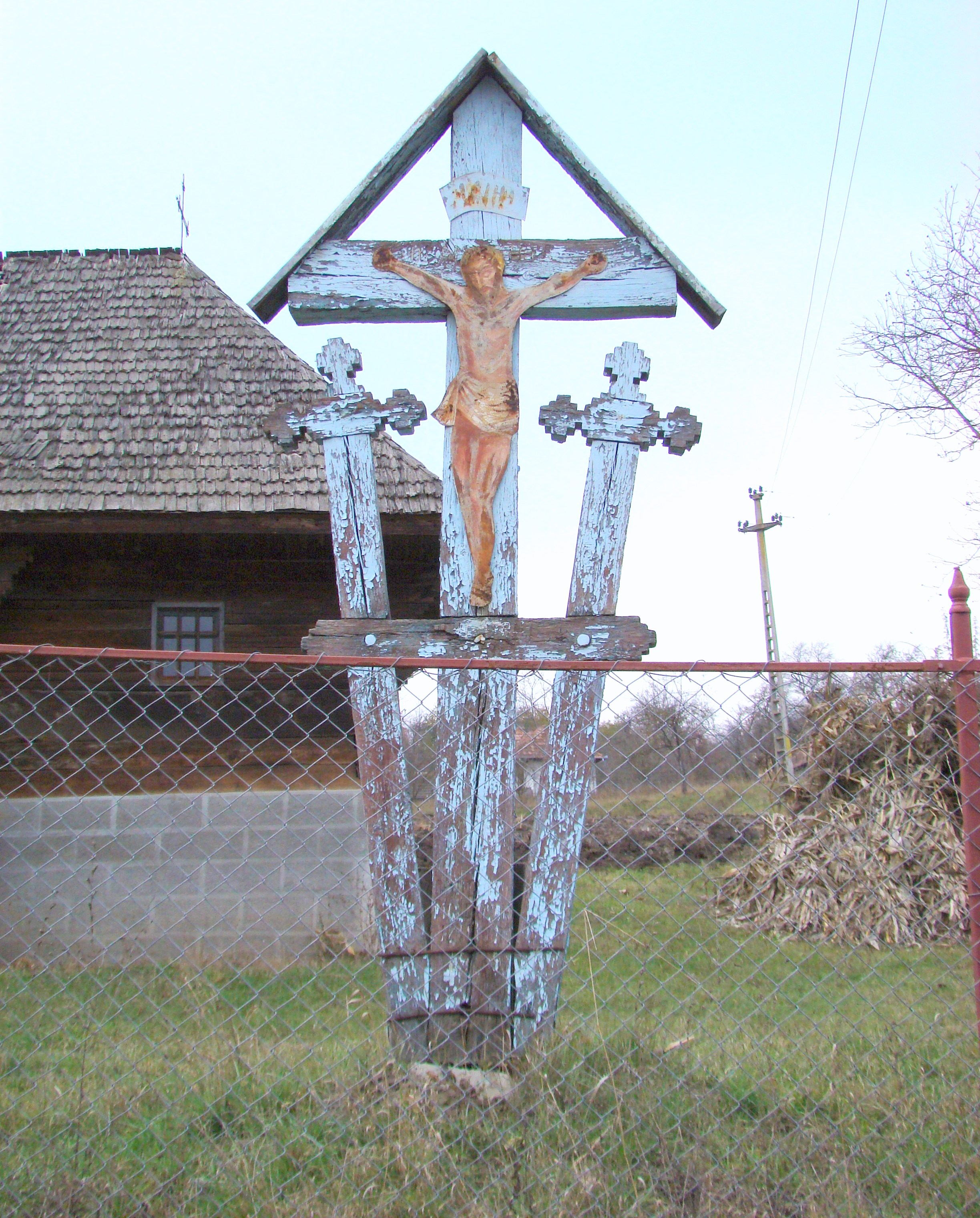
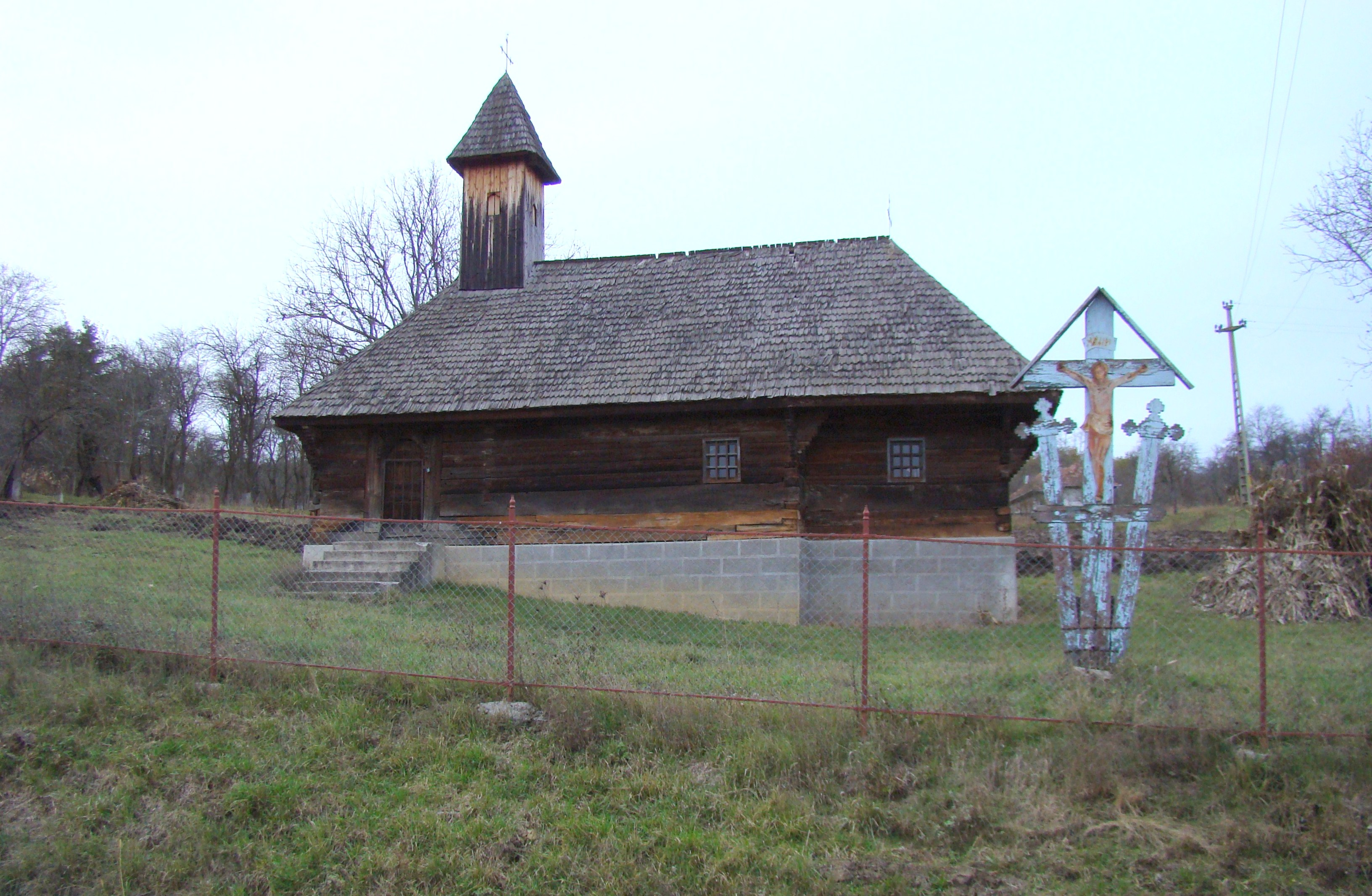
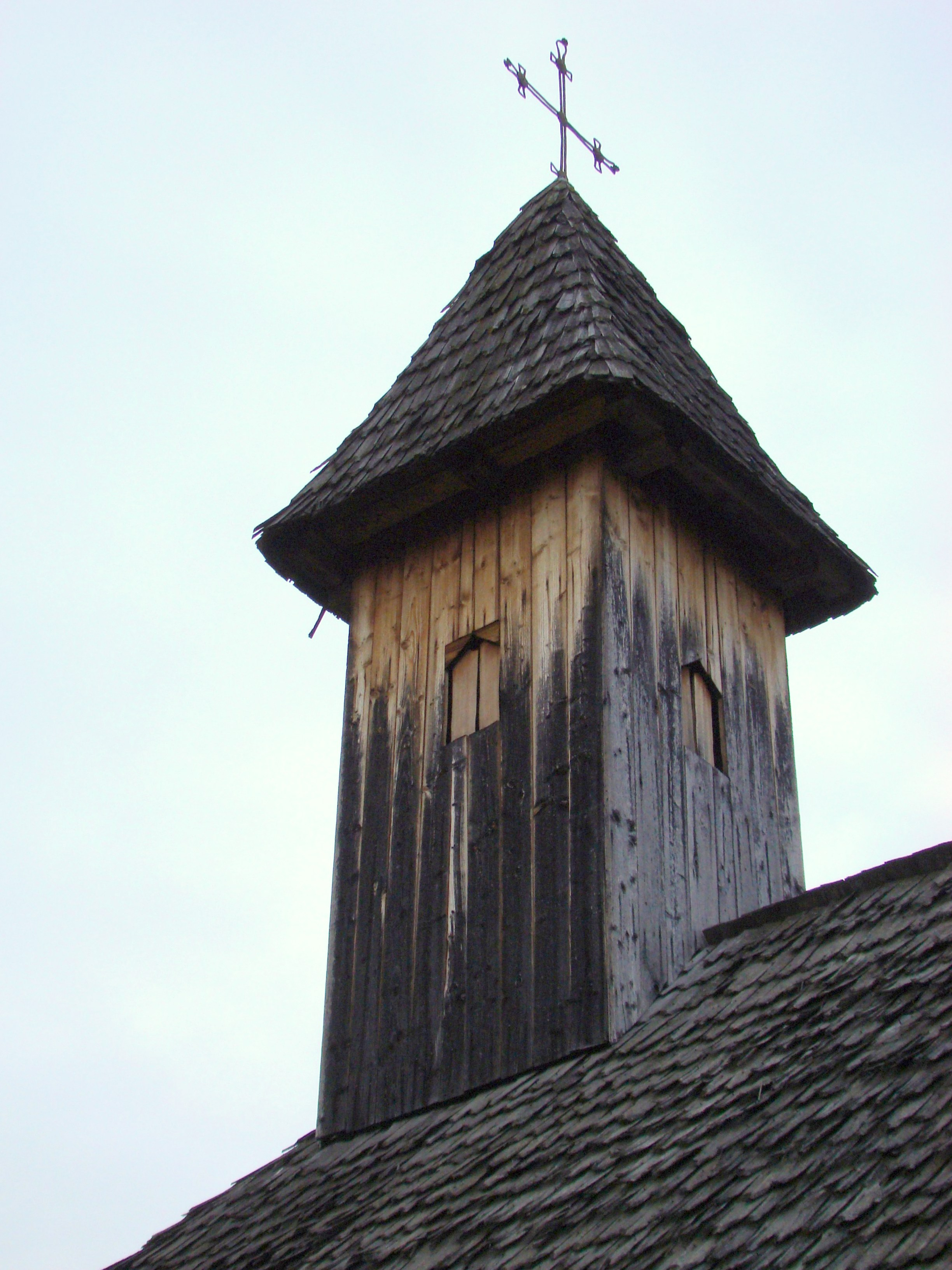
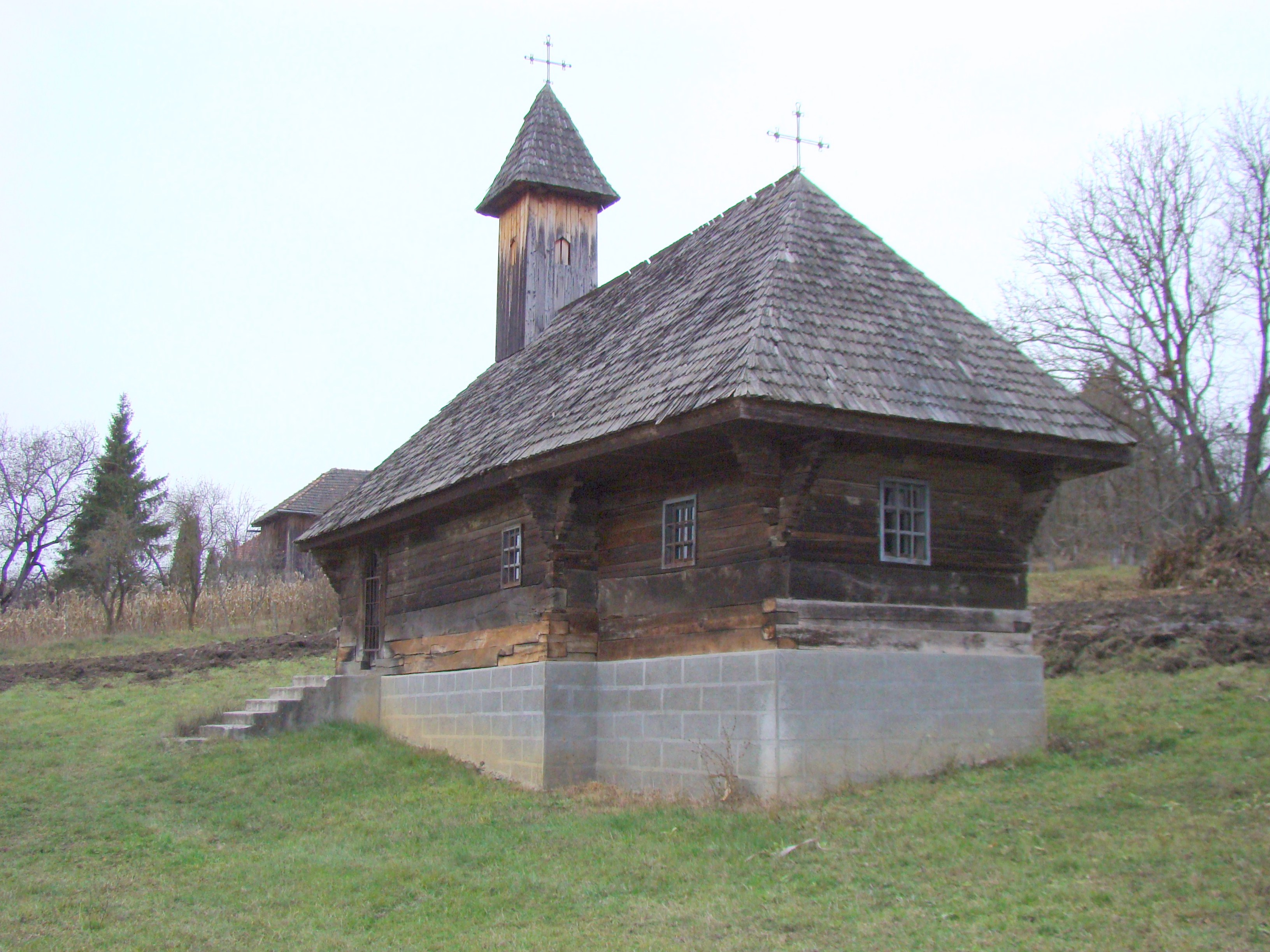
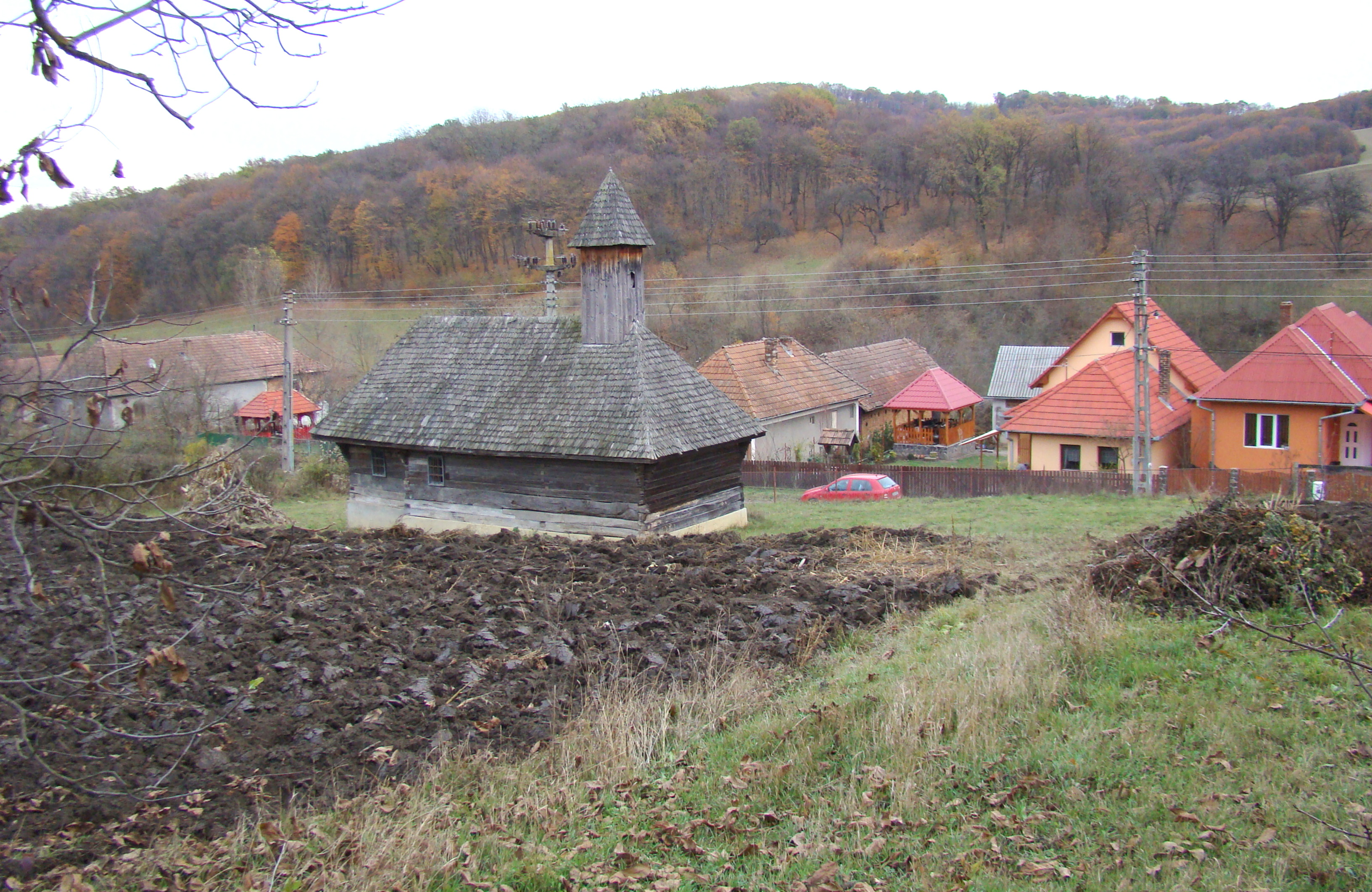
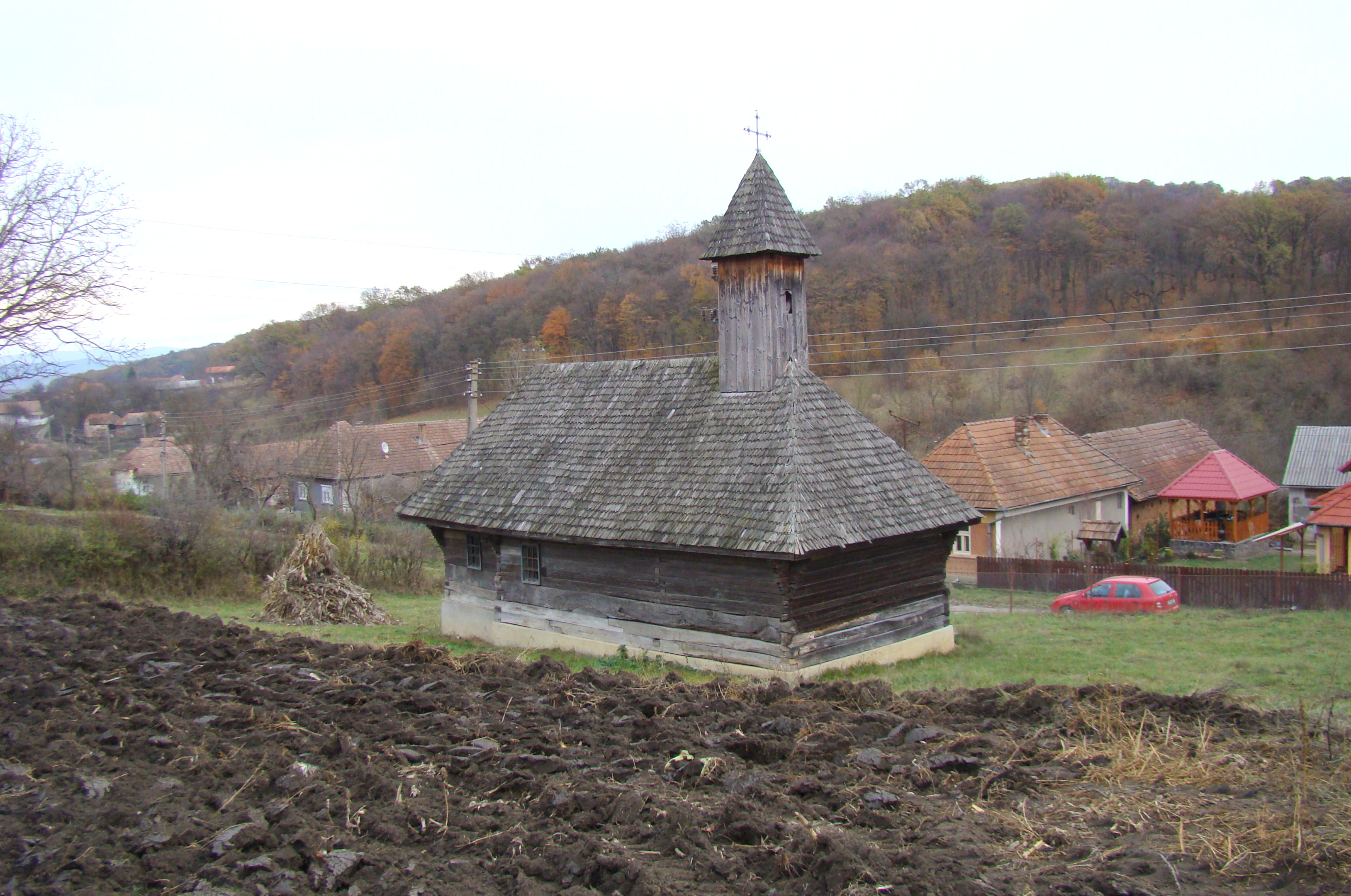
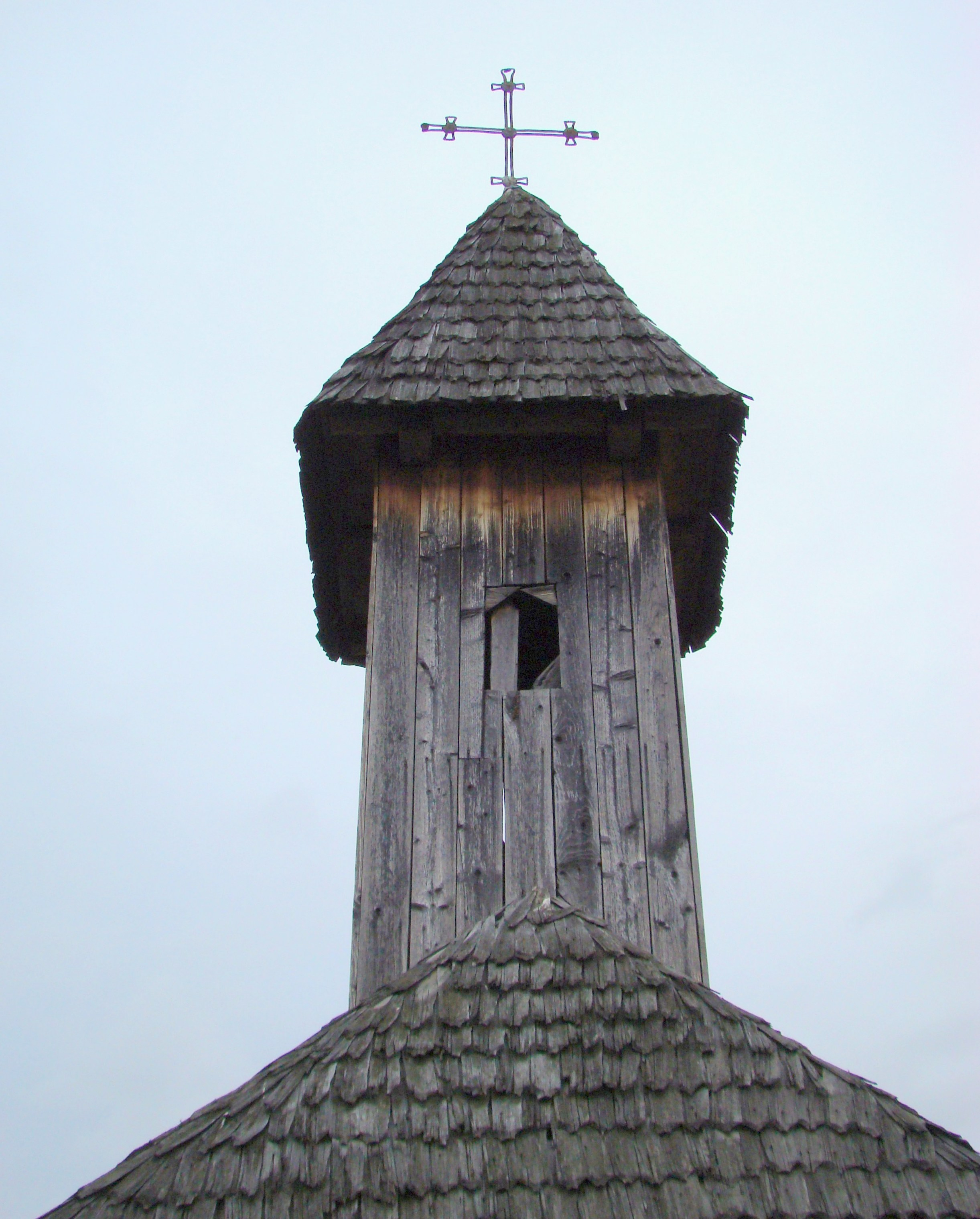
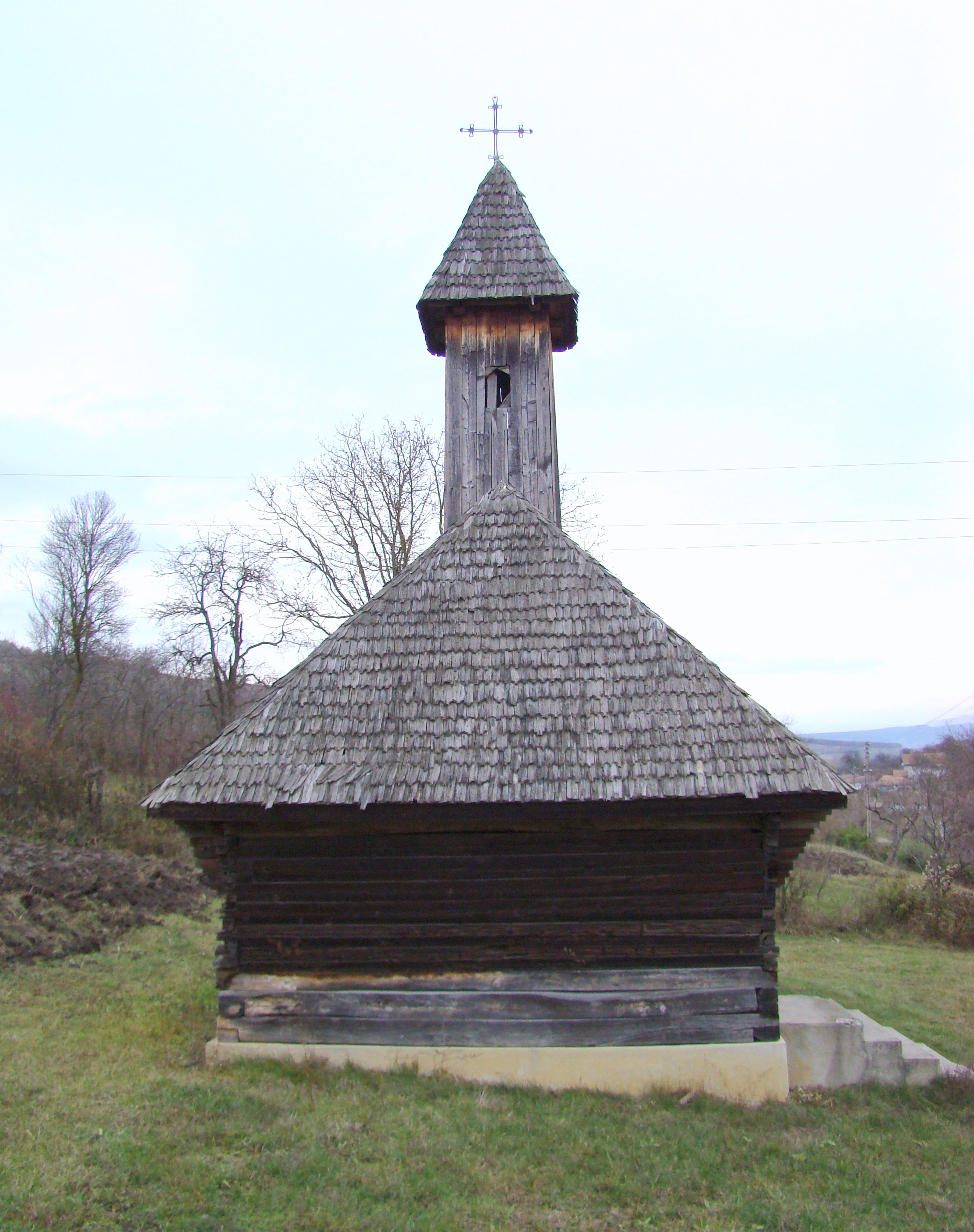
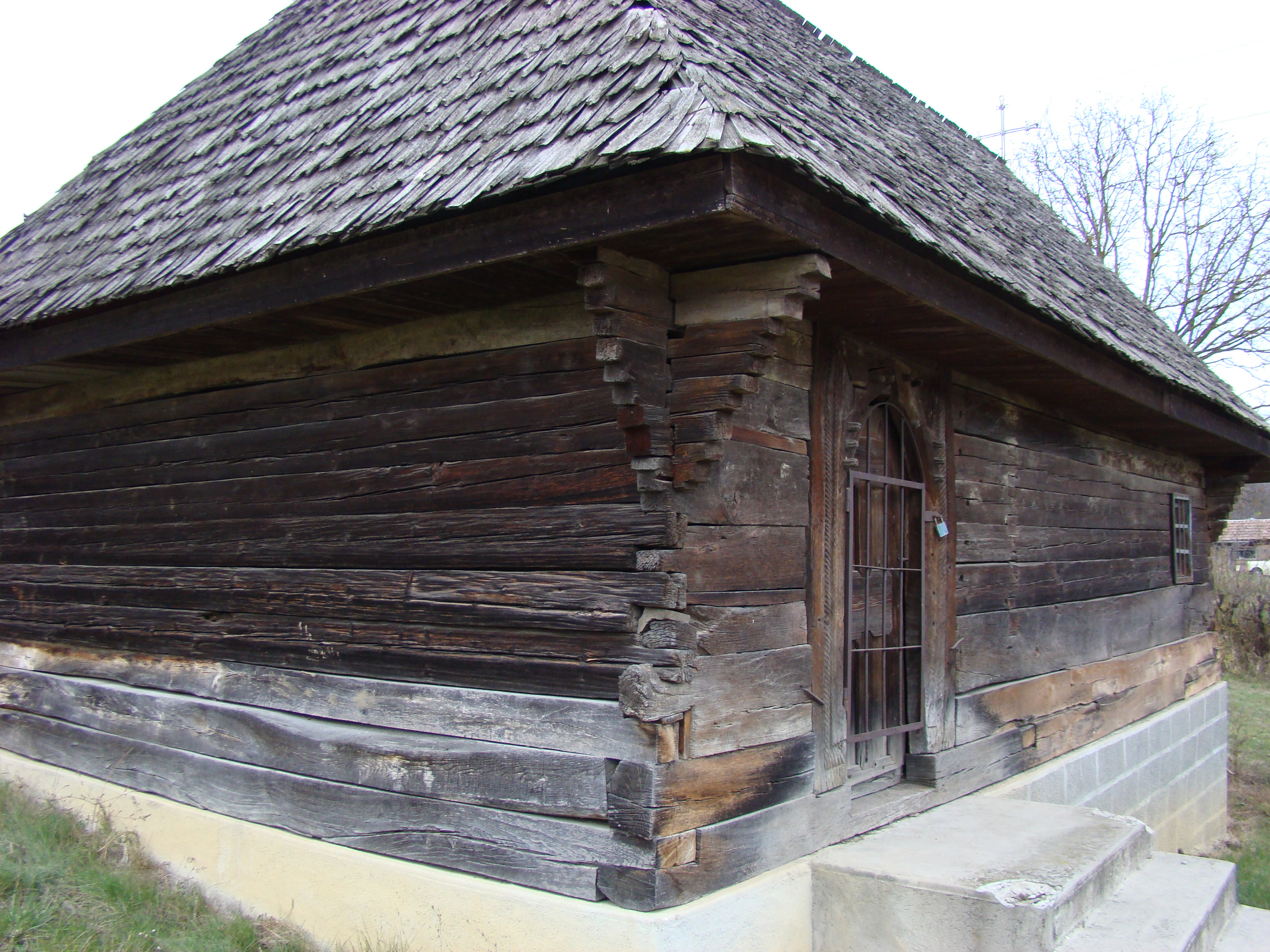
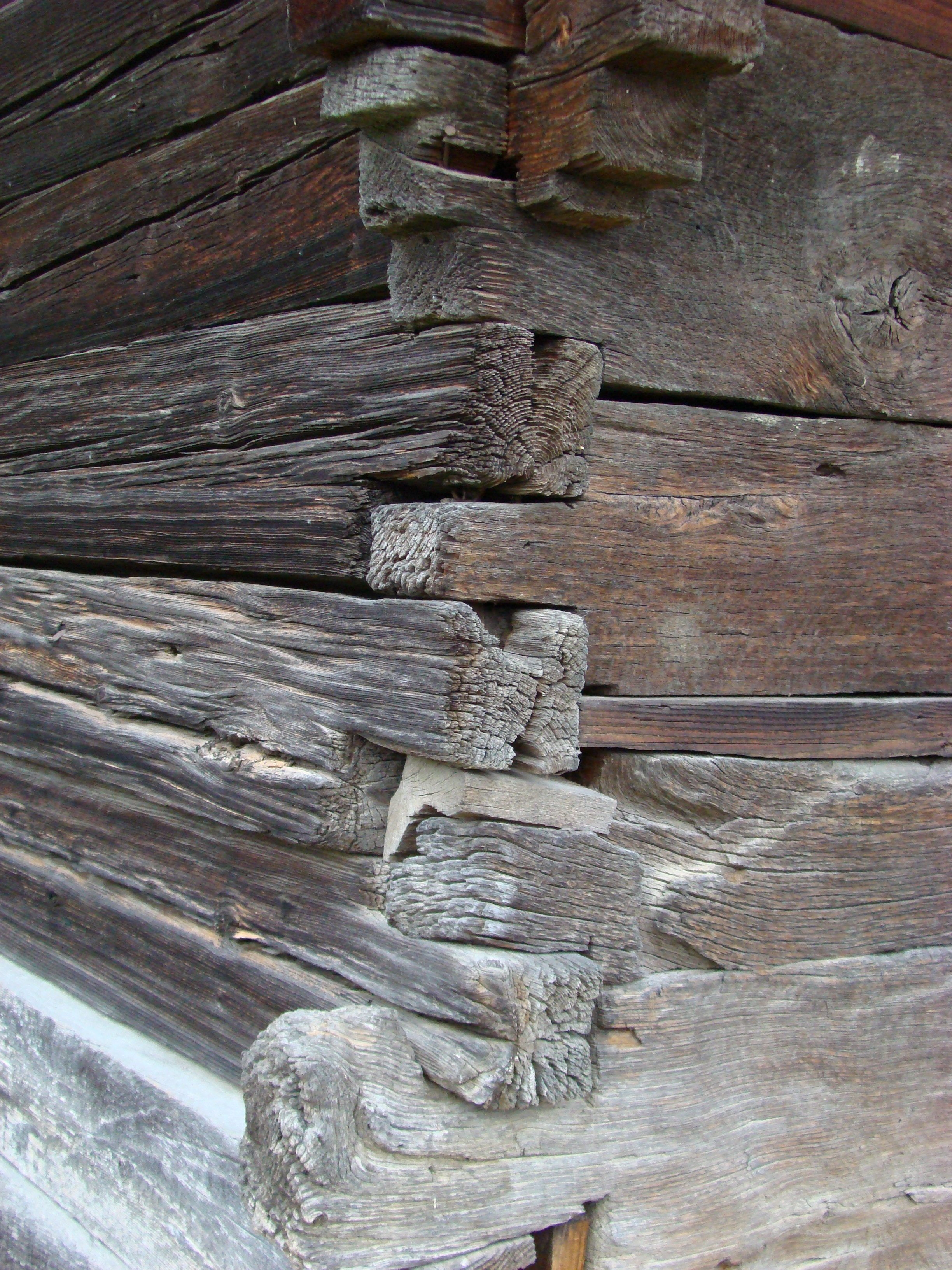
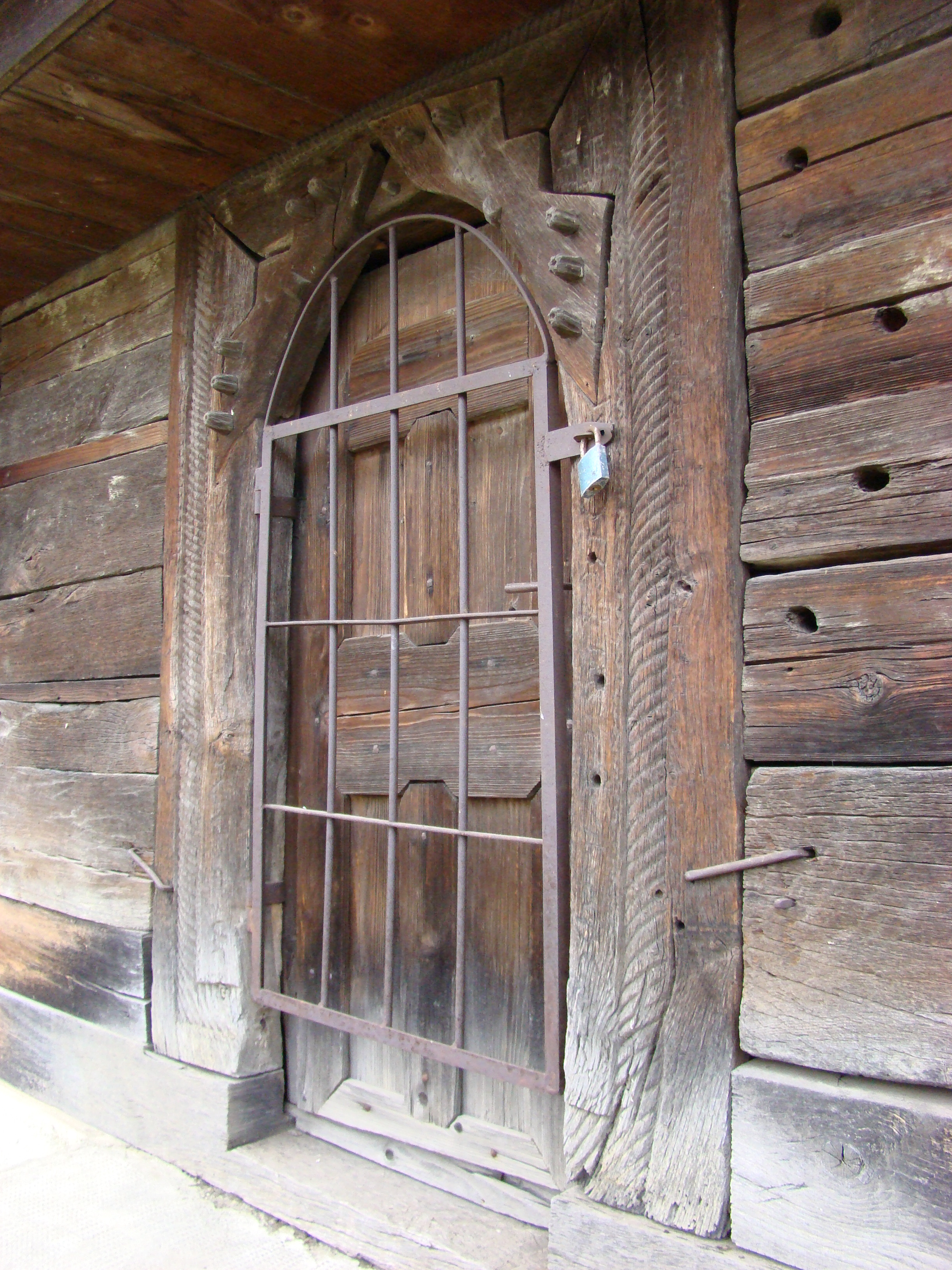
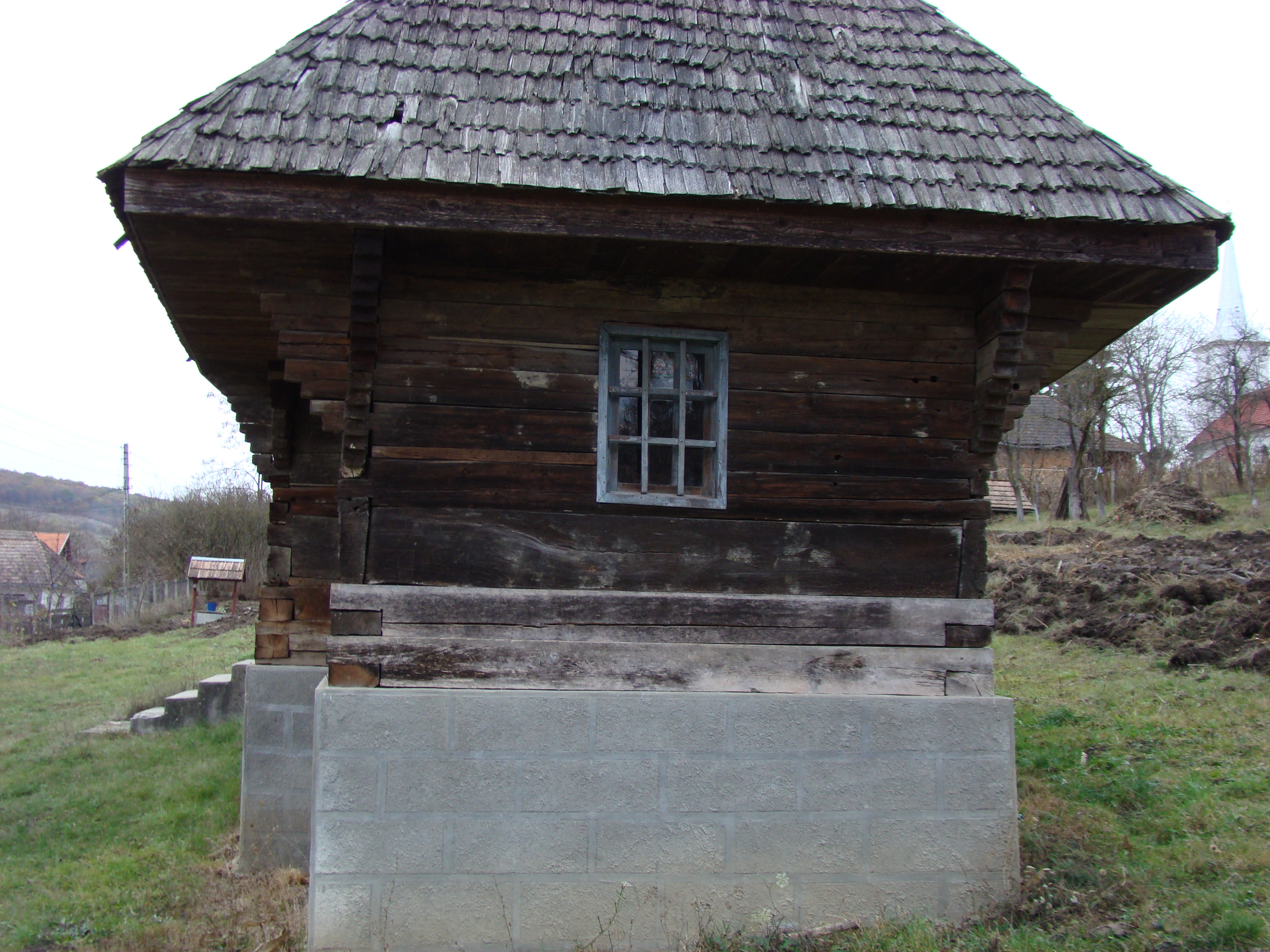
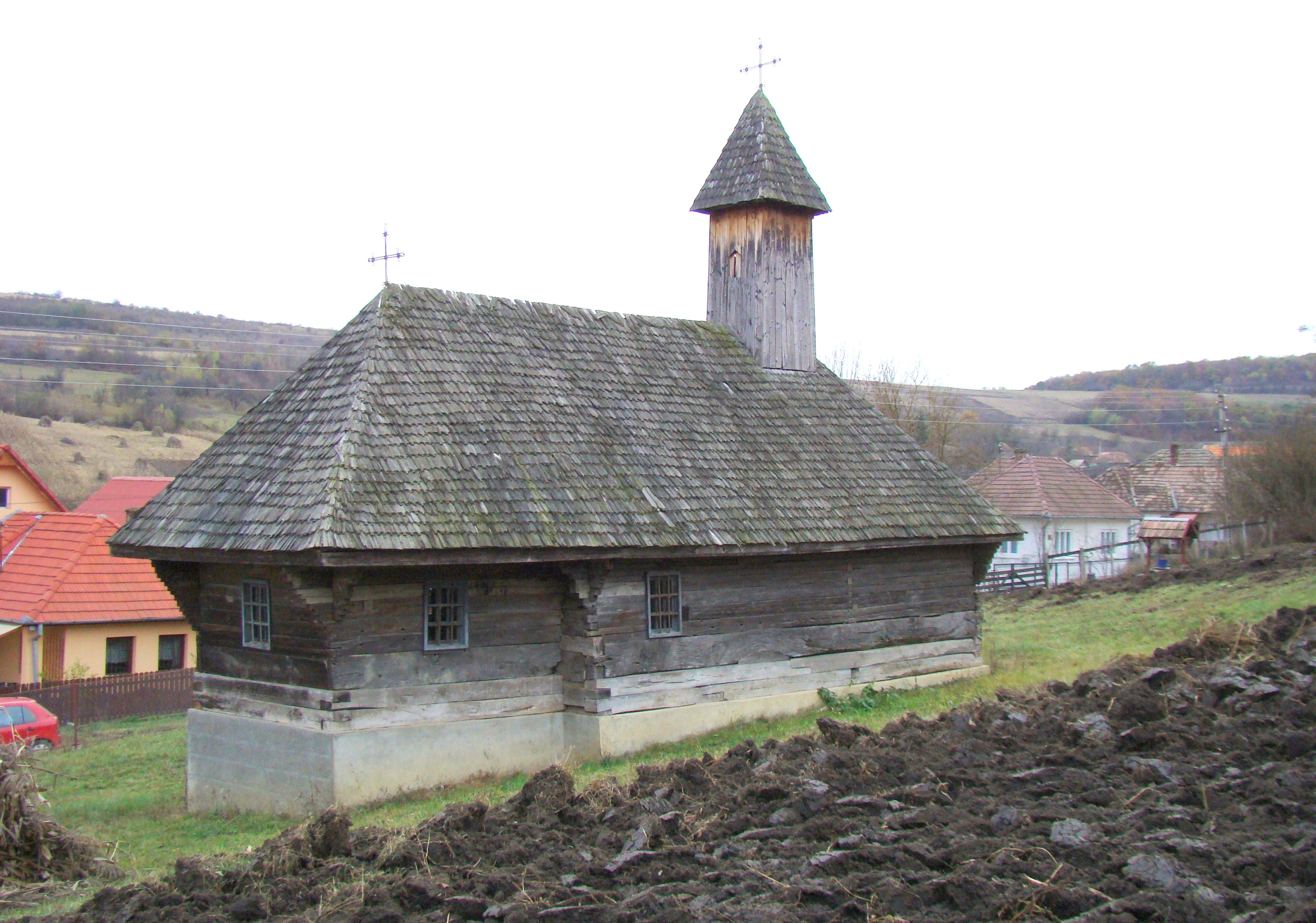
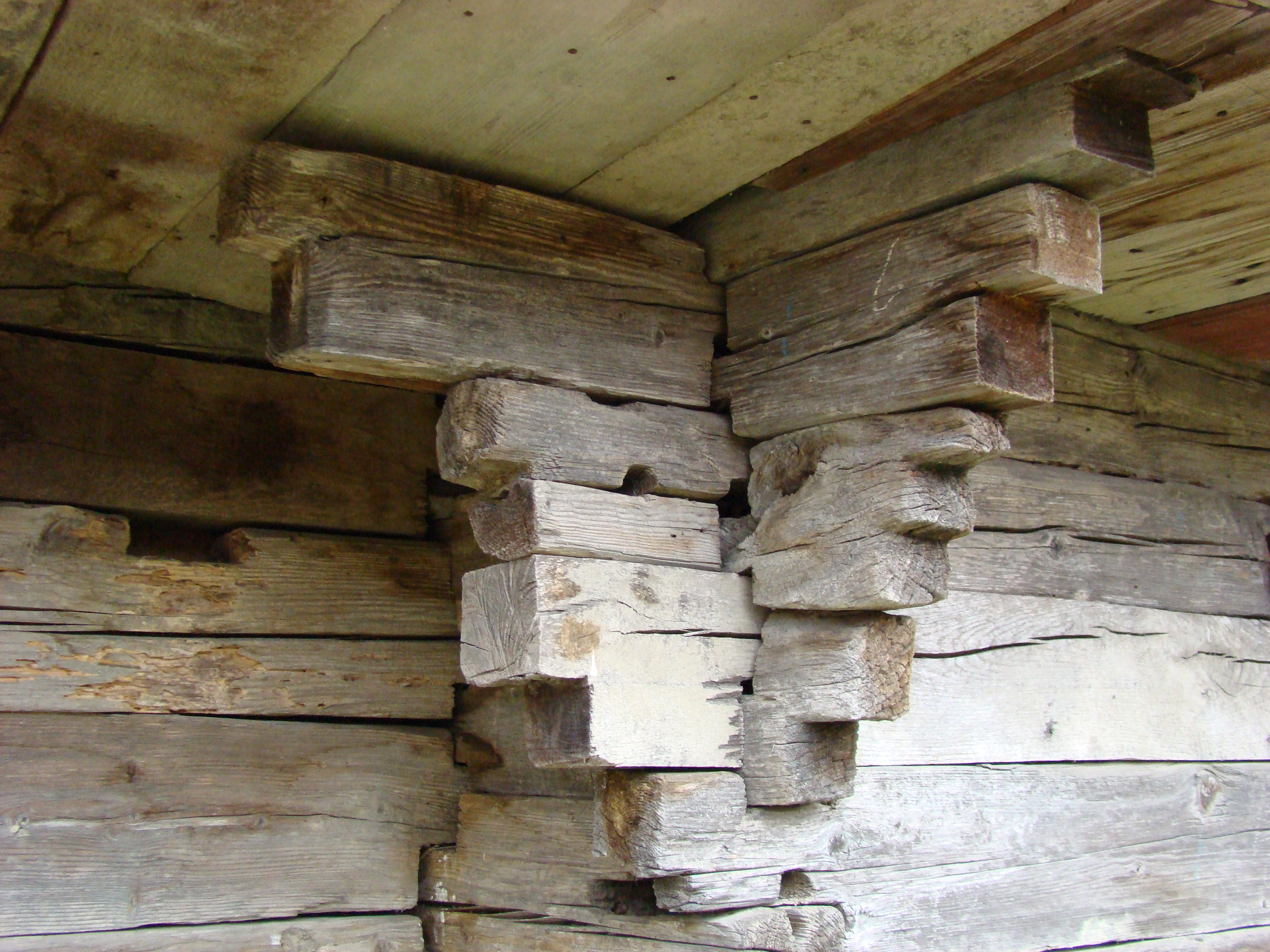
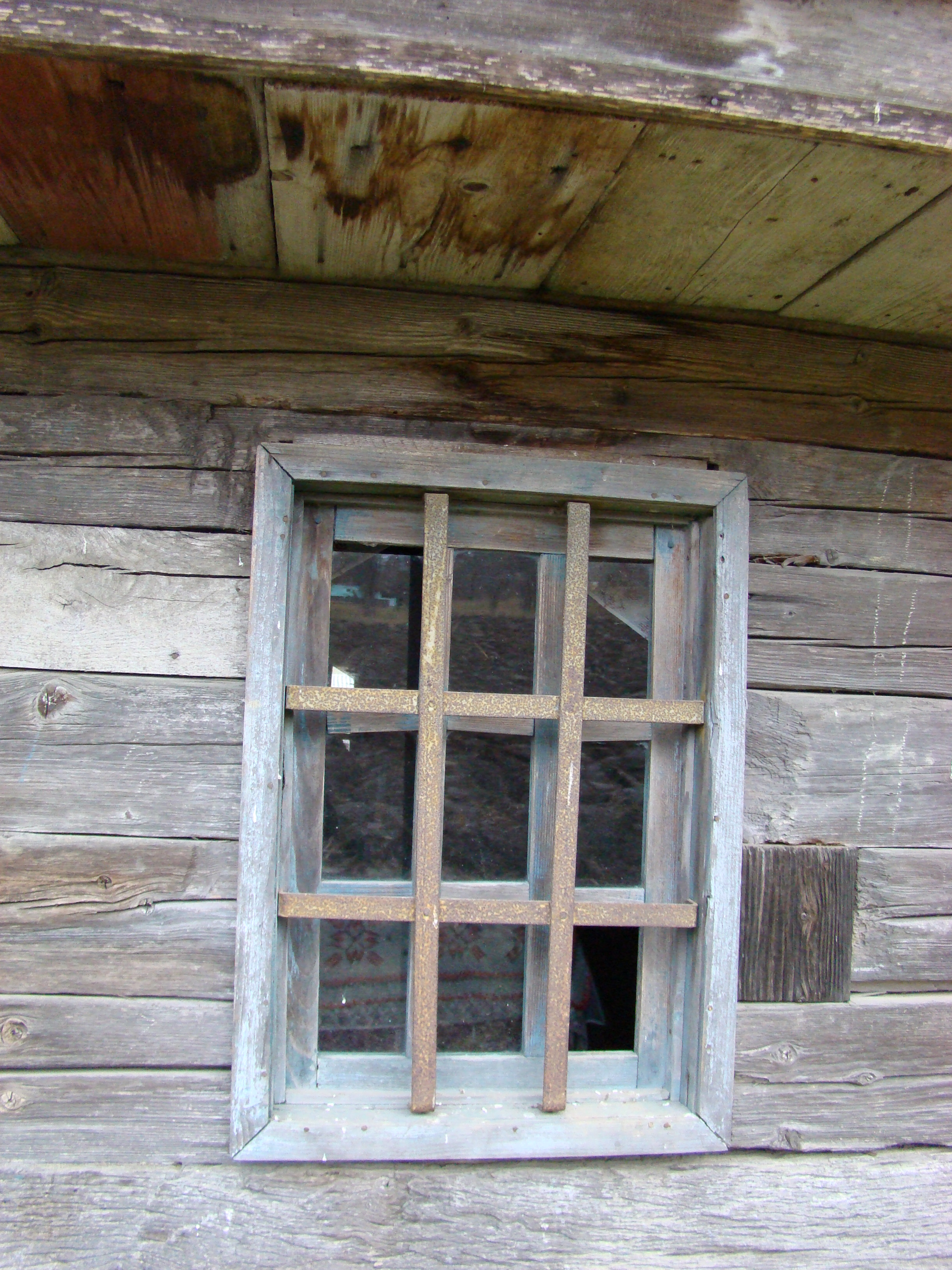
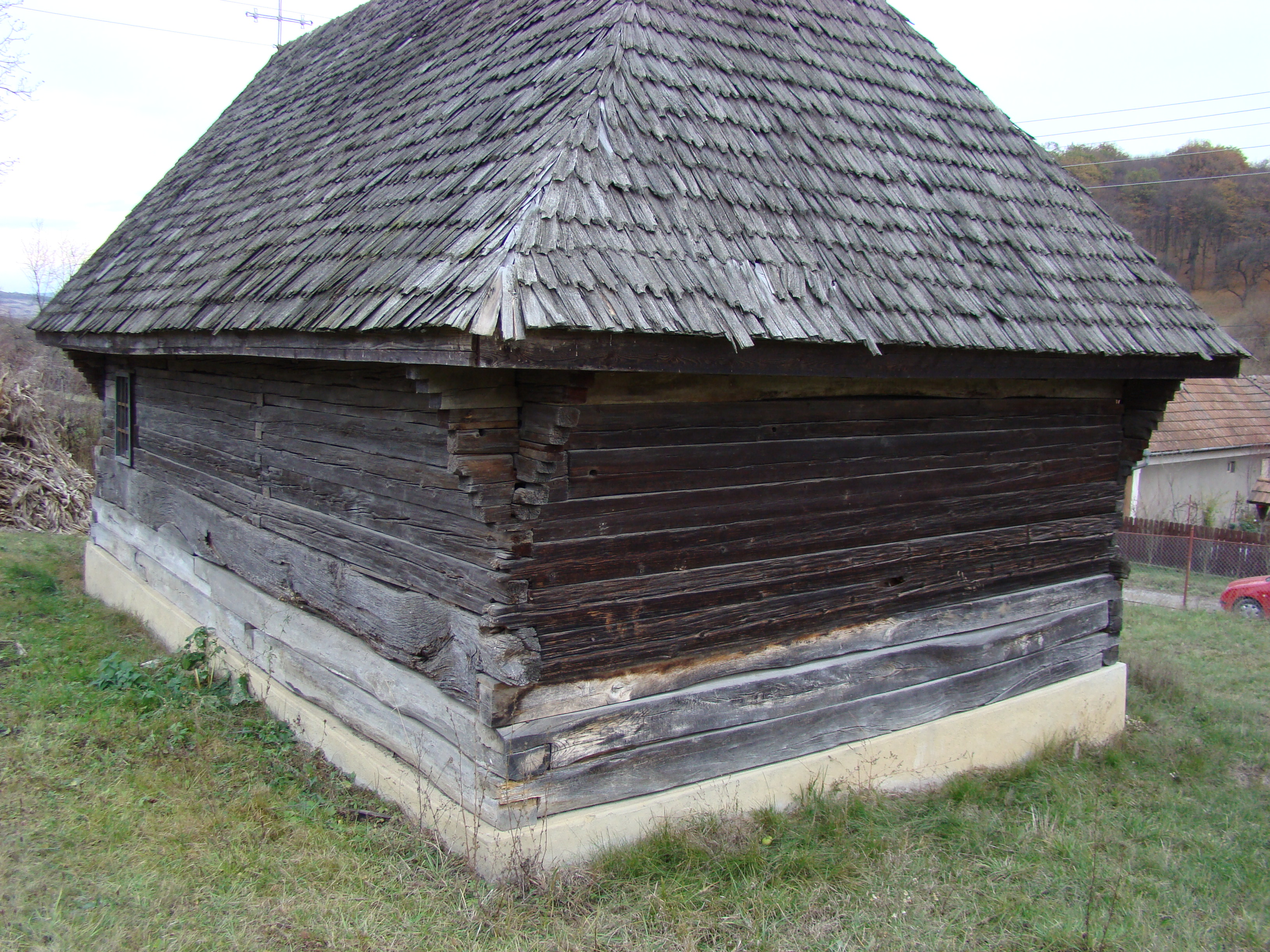
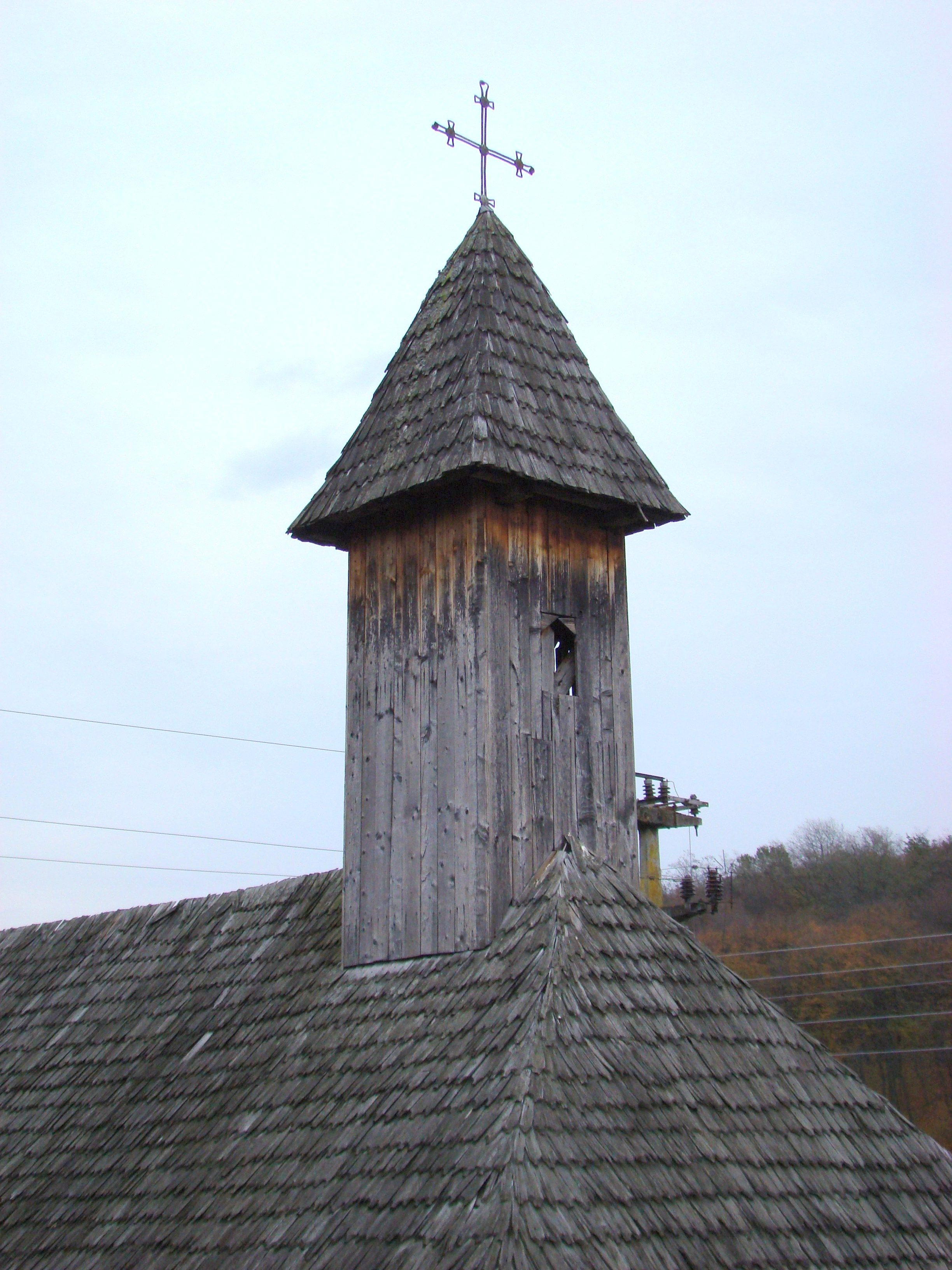
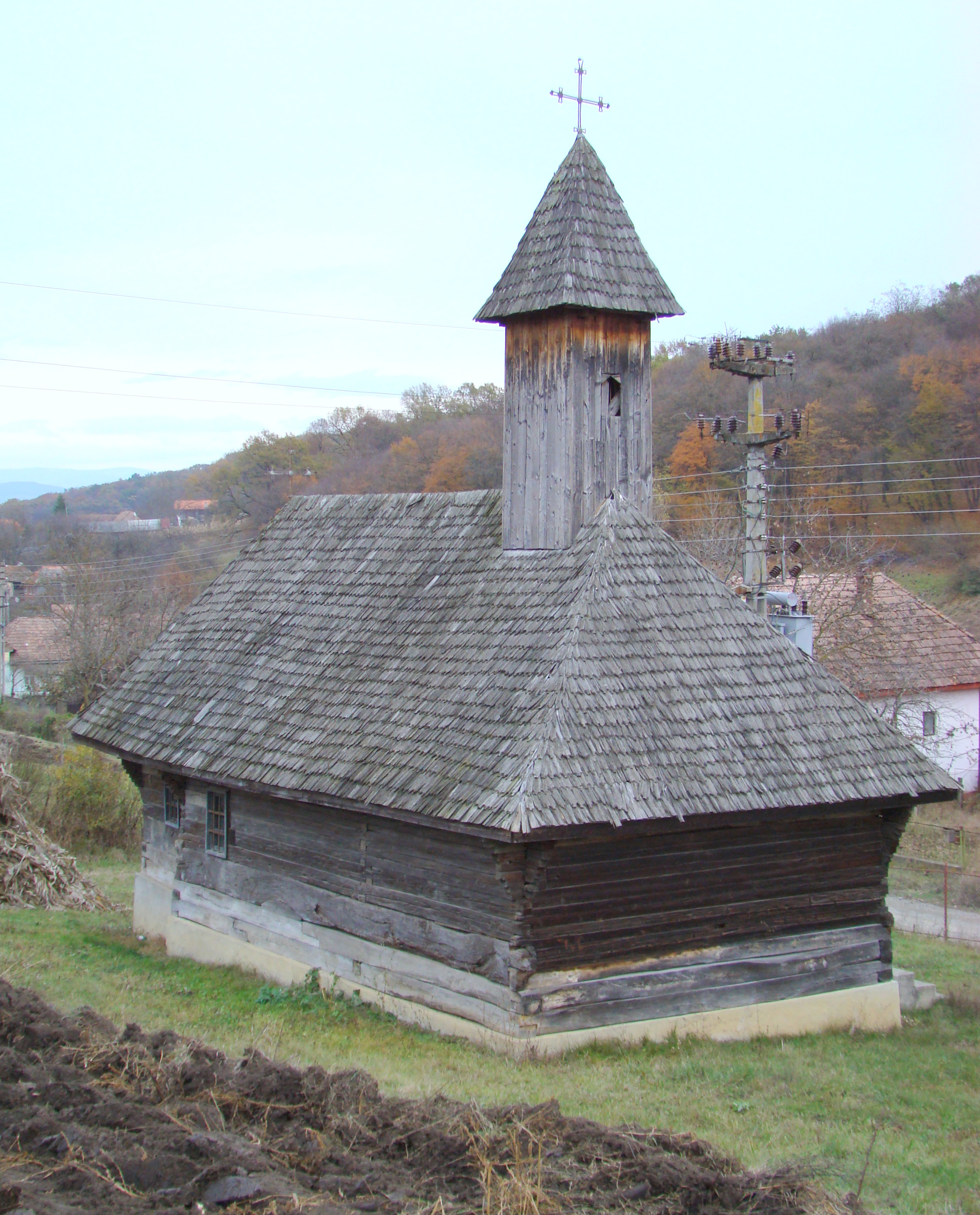
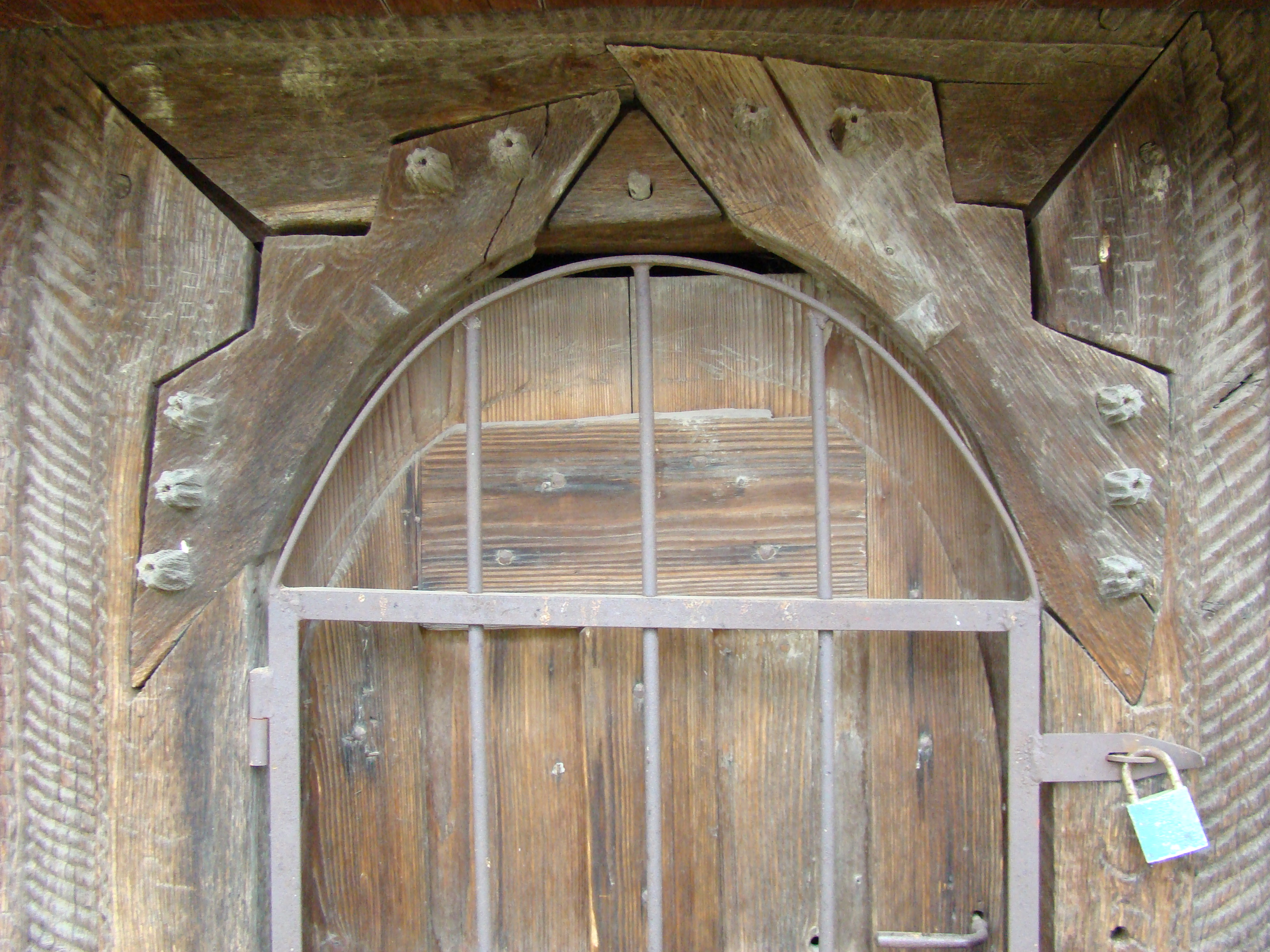
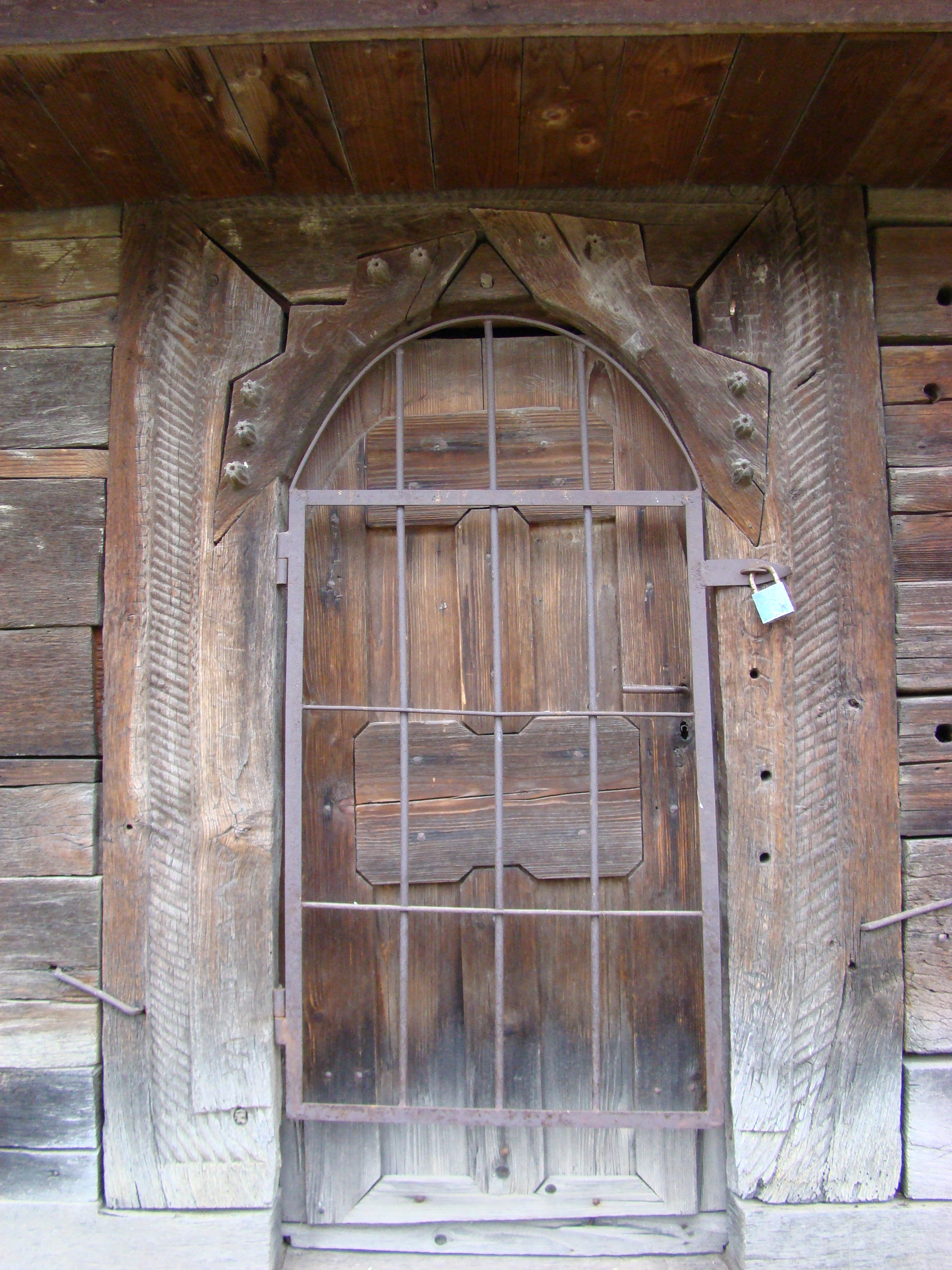
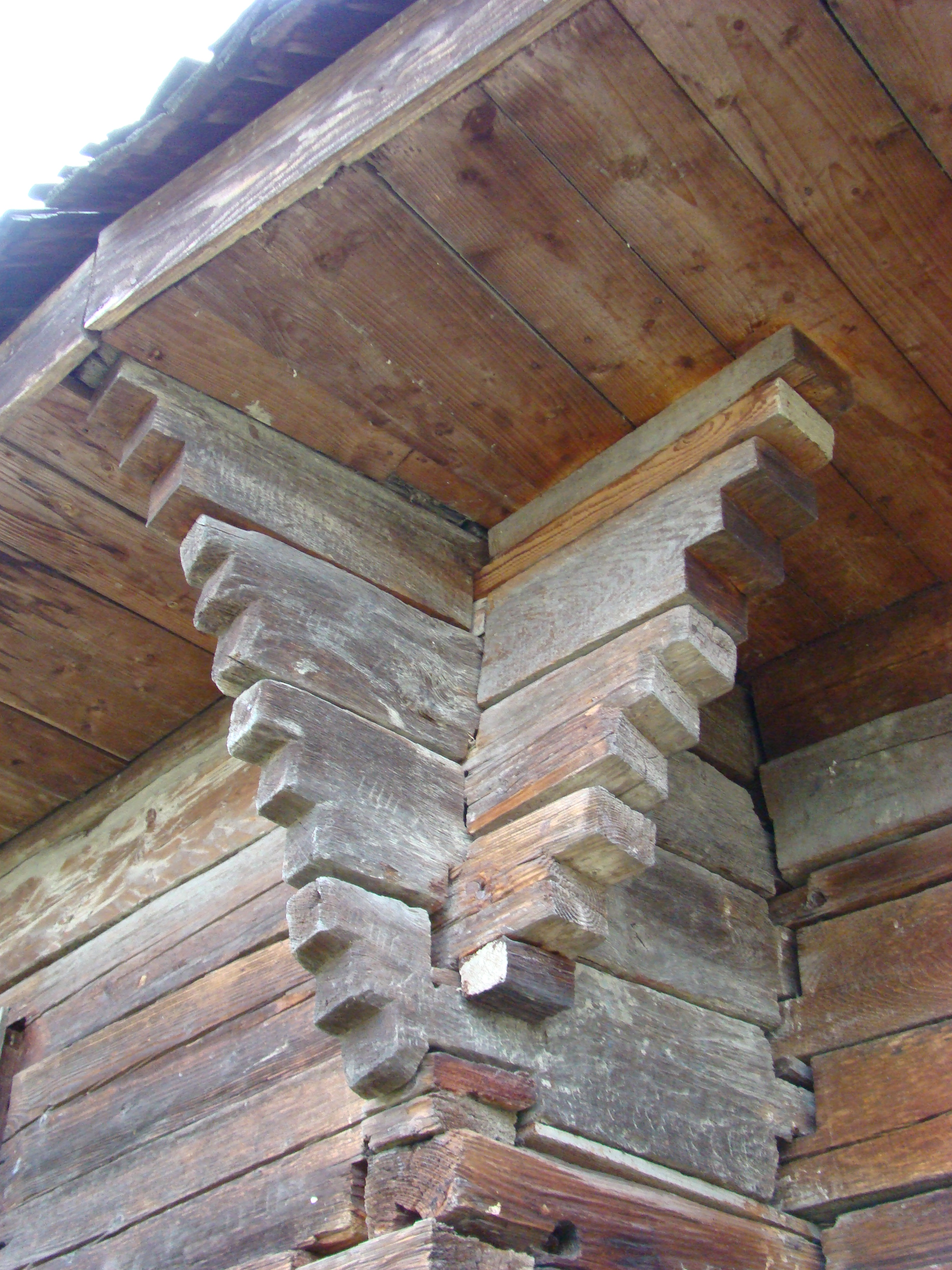
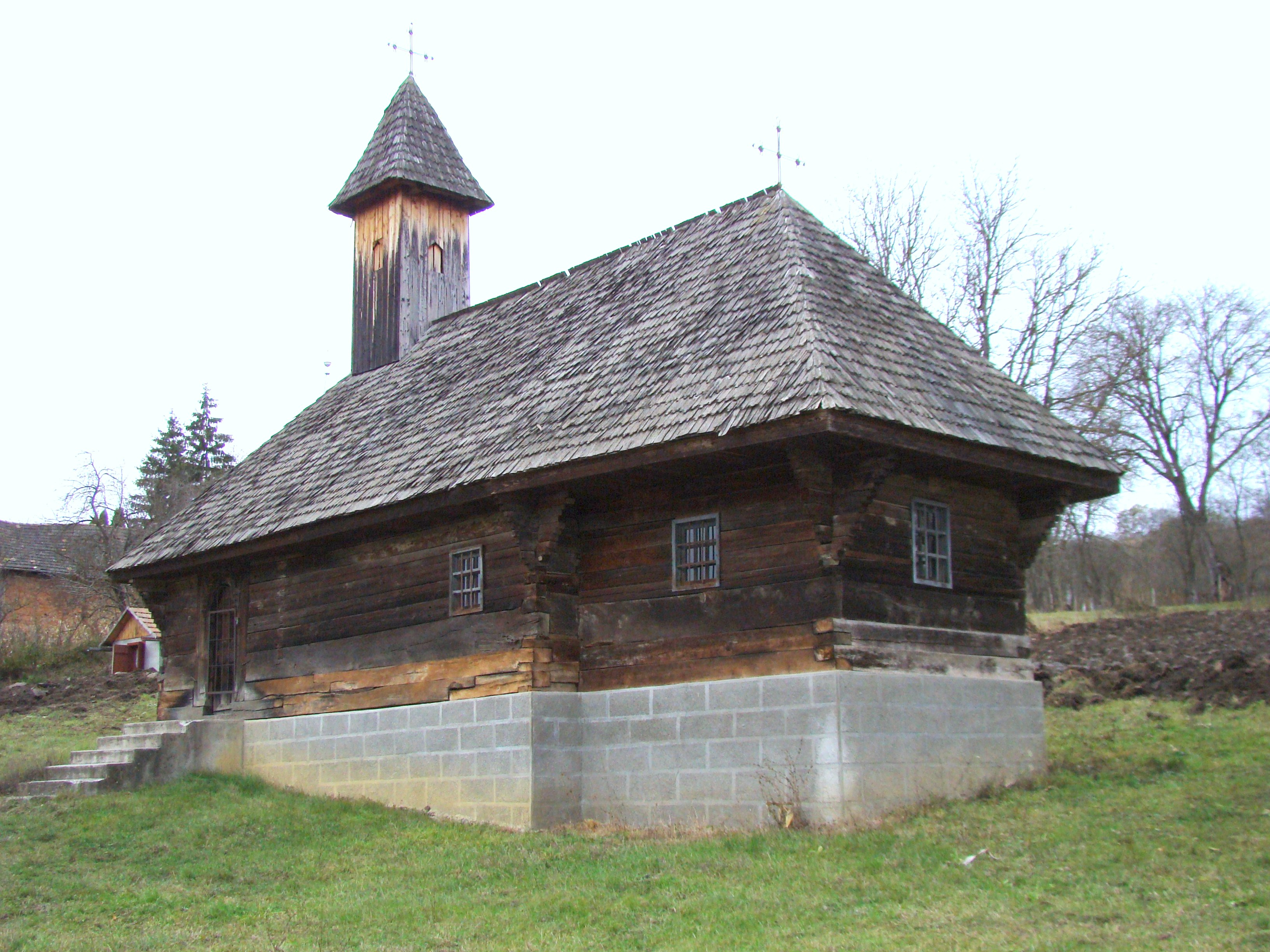